# Tinodes collinus
Tinodes collinus är en nattsländeart som beskrevs av Gibbs 1973. Tinodes collinus ingår i släktet Tinodes och familjen tunnelnattsländor. Inga underarter finns listade i Catalogue of Life.